# Koszmosz–101
Koszmosz–101 (oroszul: Космос 101) (DSZ-P1-Yu – oroszul: ДС-П1-Ю/4) Koszmosz műhold, a szovjet alapműszeres műhold-sorozat tagja. Katonai műhold.

## Küldetése
Katonai feladat ellátására tervezett és épített közvetett műhold. A Koszmosz–245 és a Koszmosz–76 programját folytatta.

## Jellemzői
1965. december 21-én a Kapusztyin Jar rakétakísérleti lőtérről a 86/1 indítóállásából egy Koszmosz–2 (63SZ1) típusú hordozórakétával juttatták alacsony Föld körüli (LEO = Low-Earth Orbit), közeli körpályára. Az orbitális egység pályája 92.4 perces, 49 fokos hajlásszögű, elliptikus pálya-perigeuma 260 kilométer, apogeuma 550 kilométer volt. Hasznos tömege 325 kilogramm. Alakja hengeres, átmérője 1.2 méter, hossza 1.8 méter.
1966. július 12-én földi parancsra belépett a légkörbe és megsemmisült.